# Labinje
Labinje este o localitate din comuna Cerkno, Slovenia, cu o populație de 91 de locuitori.